# George Gerbner
George Gerbner (8. srpna 1919 Budapešť, Maďarsko – 24. prosince 2005 Filadelfie, USA) byl maďarsko-americký profesor komunikace na Temple univerzitě v Pensylvánii. Je autorem kultivační teorie, zabýval se též zkoumáním projevů násilí v televizi.
Vyučoval na pensylvánských univerzitách Temple, Villanově univerzitě a na Pensylvánské univerzitě.

## Vybrané publikace
- Against the Mainstream (with M. Morgan, 2002)
- Invisible Crises (with others, 1996)
- The Global Media Debate (with others, 1993)
- Triumph of the Image (with others, 1992)
- Beyond the Cold War (with others, 1991)
- The Information Gap (with others, 1989)
- Violence and Terror in the Mass Media (with N. Signorelli, 1988)